# Igor Chalupec
Igor Adam Chalupec (ur. 29 maja 1966 w Warszawie) – polski ekonomista, prawnik, przedsiębiorca, międzynarodowy działacz sportowy i społeczny. 
Wiceprezes zarządu Banku Pekao SA (1995–2003), wiceminister finansów (2003–2004), prezes PKN ORLEN (2004–2007), prezes RUCH S.A. (2013–2018). Makler giełdowy oraz założyciel i właściciel ICENTIS Capital sp. z o.o., Solum Verbum Sp. z o.o. oraz Fundator Fundacji Ewangelickie Towarzystwo Oświatowe.

## Wykształcenie
W 1991 ukończył studia na Wydziale Handlu Zagranicznego Szkoły Głównej Handlowej, uzyskując tytuł magistra ekonomii. W 1992 ukończył studia na Wydziale Prawa i Administracji Uniwersytetu Warszawskiego, uzyskując tytuł magistra prawa i administracji. Ponadto ukończył kursy zawodowe i szkolenia z zakresu bankowości, finansów i prawa międzynarodowego.

## Działalność zawodowa
W latach 1989–1990 był konsultantem w przedsiębiorstwie konsultingowym Polexpert sp. z o.o. Od 1991 jest licencjonowanym maklerem papierów wartościowych (nr lic. 45). W okresie 1991–1995 był założycielem i dyrektorem Centralnego Domu Maklerskiego Banku Pekao SA. W latach 1993–1994 był członkiem, a następnie przewodniczącym (1994–1995) Samorządu Domów Maklerskich.
W latach 1995–2003 był członkiem zarządu Banku Pekao SA, w tym w latach 2000–2003 jako wiceprezes. Główne obszary jego odpowiedzialności w tym okresie to: bankowość inwestycyjna i zarządzanie aktywami, operacje skarbowe, inwestycje kapitałowe, działalność maklerska, operacje powiernicze, relacje inwestorskie; bankowość korporacyjna, finansowanie projektów inwestycyjnych; projektowanie i udział w realizacji konsolidacji i fuzji Grupy Pekao S.A.; nadzór nad procesem prywatyzacji Banku Pekao S.A. (oferta publiczna i sprzedaż pakietu akcji inwestorowi strategicznemu). W Banku Pekao SA pełnił ponadto funkcję przewodniczącego Komitetu Kredytowego Banku (1997–2003) i członka Komitetu Zarządzania Aktywami i Pasywami (1995–2003).
W latach 2003–2004 był podsekretarzem stanu w Ministerstwie Finansów, Generalnym Inspektorem Informacji Finansowej i Krajowym Urzędnikiem Zatwierdzającym. Koordynował z ramienia MF kwestie związane z akcesją Polski do UE. W tym czasie członek Komisji Nadzoru Bankowego oraz Komisji Nadzoru Ubezpieczeń i Funduszy Emerytalnych oraz European Financial Committee w Brukseli.
Od 1 października 2004 do 18 stycznia 2007 pełnił funkcję prezesa zarządu PKN ORLEN S.A. Do największych osiągnięć jego prezesury należy przejęcie litewskiej rafinerii AB Mażeikiu Nafta.
Po odwołaniu z funkcji prezesa PKN ORLEN założył w 2008 firmy doradztwa finansowego ICENTIS Corporate Solutions oraz ICENTIS Capital działającą w obszarze private equity. W 2007 doradzał Jarosławowi Pawlukowi przy sprzedaży holdingu transportowego CTL Logistics.
W 2010 współpracował z amerykańskim funduszem hedgingowym Eton Park przy zakupie kontrolnego pakietu akcji RUCH S.A. ICENTIS Capital nadzorowała realizację tej inwestycji z ramienia Eton Park.
W 2013 został prezesem zarządu RUCH S.A. 9 października 2018 złożył rezygnację z tej funkcji na mocy umowy z Alior Bankiem o współpracy przy restrukturyzacji RUCH S.A..
Członek rady nadzorczej Budimex S.A. (od 2007). W przeszłości m.in. wieloletni członek Rady Giełdy Papierów Wartościowych w Warszawie (1995–2003) oraz rady nadzorczej Banku Handlowego w Warszawie (2009–2021).

## Działalność społeczna
Członek Polskiej Rady Biznesu,
wiceprezes Zarządu, Skarbnik Polskiego Związku Brydża Sportowego (od 2012, w 2025 wybrany na czwartą kadencję), od 2018 Członek Komitetu Wykonawczego oraz Skarbnik European Bridge League (EBL), od 2025 także I Wiceprezydent EBL, członek Komitetu Wykonawczego Światowej Federacji Brydża (WBF)
członek Rady Programowej Forum Ekonomicznego w Karpaczu,
, Fundator i Przewodniczący Rady Fundacji Ewangelickie Towarzystwo Oświatowe prowadzącej dwie placówki oświatowe: Szkołę Podstawową im. S.B. Lindego w Warszawie oraz Przedszkole „Szkrabki”, nawiązujące do tradycji edukacyjnych warszawskiej społeczności ewangelickiej sprzed II wojny światowej. Od 2017 kurator (Wiceprezes Rady Parafialnej) Parafii Ewangelicko-Augsburskiej Św. Trójcy w Warszawie, od 2022 Członek Synodu Diecezji Warszawskiej Kościoła E-A w Polsce.

## Odznaczenia i wyróżnienia
- W 2015 został odznaczony przez Prezydenta RP Złotym Krzyżem Zasługi[16].
- W 2008 został odznaczony Gwiazdą Tysiąclecia Litwy[17]
- Manager Award (2010) za misję ratunkową, która doprowadziła do uratowania największego polskiego przedsiębiorstwa kolporterskiego
- Nagroda im. Lesława Pagi (2007) za wyznaczanie standardów w polskim życiu gospodarczym[18].
- WEKTOR Konfederacji Pracodawców Polskich (2006) dla najlepszego przedsiębiorcy roku.
- HERMES Rady Giełdy Papierów Wartościowych (1996) „za wybitny wkład w odbudowę polskiego rynku kapitałowego”.

## Publikacje
Współautor (wraz z Cezarym Filipowiczem) książki „Rosja Ropa Polityka” (wyd. 2009).

## Rodzina i życie prywatne
Jego dziadek był Słowakiem. Przed I wojną światową do Lipna na ziemi dobrzyńskiej przybyło ze Słowacji dwóch braci Chalupców, Jerzy i Paweł. Jerzy ożenił się z lipnowianką Eleonorą z Kiełczewskich, miał córkę Apolonię Chalupec, utalentowaną aktorkę posługującą się pseudonimem artystycznym Pola Negri. Drugi z braci Paweł Chalupec założył rodzinę w Warszawie, miał m.in. syna Adama, który właśnie jest ojcem Igora.
W 1977 Igor Chalupec zagrał epizod w dwóch odcinkach serialu Telewizji Polskiej pt. Dziewczyna i chłopak, a trzy lata później w filmie pod tym samym tytułem.
Igor Chalupec jest aktywnym brydżystą uczestniczącym w rozgrywkach brydża sportowego. Ma tytuł WBF World Master, na Otwartych Mistrzostwach Europy zdobył z teamem SV Bridge Club brązowy medal. Występuje we własnym klubie SV Bridge Club.